# Pseudoselago bella
Pseudoselago bella är en flenörtsväxtart som beskrevs av O.M. Hilliard. Pseudoselago bella ingår i släktet Pseudoselago och familjen flenörtsväxter. Inga underarter finns listade i Catalogue of Life.